# 1970-es Formula–1 spanyol nagydíj
Az 1970-es Formula–1 világbajnokság második futama a spanyol nagydíj volt.

## Futam
A spanyol nagydíj előtti hat hetes szünet során a legtöbb brit csapat részt vett a nem világbajnoki Race of Championson, Brands Hatch-ben. A versenyt Stewart nyerte March-Fordjával. Jaramában John Miles a Lotus új 72-es modelljével nem tudta magát kvalifikálni a versenyre. A pole-t Brabham szerezte meg Hulme és Stewart előtt. A második sorból Beltoise és Rodríguez (az új BRM P153-mal) indult.
A rajtnál Jack Oliver BRM-je összeütközött Ickx Ferrarijával, az autók lángra lobbantak, de mindketten ki tudtak szállni, apróbb sérülésekkel. A BRM azonnal behívta Rodríguezt, mivel Oliver engelyhibáról számolt be. Stewart vette át a vezetést, és a verseny további részében is vezetve, megszerezte a March első futamgyőzelmét, mindössze a márka második versenyén. Hulme a második helyen haladt, de gyújtáshibával kiállt, Brabham vette át helyezését. Az ausztrált megelőzte Beltoise, de miután motorhiba miatt kiesett, Brabham ismét a másodikként haladt. Két körrel később Pescarolo Matrájában is tönkrement a motor, a harmadik hely Surteesé, de az angol váltóhiba miatt kiesett. Miután Brabham is kiesett motorhiba miatt, a második helyet McLaren szerezte meg a harmadik helyen célbaérő Andretti (March) előtt.
| Helyezés     | #  | Versenyző            | Csapat/Motor       | Futott körök | Idő/Kiesés oka | Rajthely | Pontszám |
| ------------ | -- | -------------------- | ------------------ | ------------ | -------------- | -------- | -------- |
| 1            | 1  | Jackie Stewart       | March-Ford         | 90           | 2:10:58,2      | 3        | 9        |
| 2            | 11 | Bruce McLaren        | McLaren-Ford       | 89           | + 1 kör        | 11       | 6        |
| 3            | 18 | Mario Andretti       | March-Ford         | 89           | + 1 kör        | 16       | 4        |
| 4            | 6  | Graham Hill          | Lotus-Ford         | 89           | + 1 kör        | 15       | 3        |
| 5            | 16 | Johnny Servoz-Gavin  | March-Ford         | 88           | + 2 kör        | 14       | 2        |
| Kiesett      | 8  | John Surtees         | McLaren-Ford       | 76           | Váltó          | 12       |          |
| Kiesett      | 7  | Jack Brabham         | Brabham-Ford       | 61           | Motorhiba      | 1        |          |
| Kiesett      | 24 | Rolf Stommelen       | Brabham-Ford       | 43           | Motorhiba      | 17       |          |
| Kiesett      | 22 | Henri Pescarolo      | Matra              | 33           | Motorhiba      | 9        |          |
| Kiesett      | 4  | Jean-Pierre Beltoise | Matra              | 31           | Motorhiba      | 4        |          |
| Kiesett      | 5  | Denny Hulme          | McLaren-Ford       | 10           | Gyújtás        | 2        |          |
| Kiesett      | 9  | Chris Amon           | March-Ford         | 10           | Motorhiba      | 6        |          |
| Kiesett      | 3  | Jochen Rindt         | Lotus-Ford         | 9            | Gyújtás        | 8        |          |
| Visszalépett | 10 | Pedro Rodríguez      | BRM                | 4            | Visszalépett   | 5        |          |
| Kiesett      | 2  | Jacky Ickx           | Ferrari            | 0            | Baleset        | 7        |          |
| Kiesett      | 15 | Jackie Oliver        | BRM                | 0            | Baleset        | 10       |          |
| NI           | 12 | Piers Courage        | De Tomaso-Ford     | 0            | Nem rajtolt    | 13       |          |
| NK           | 20 | Andrea de Adamich    | McLaren-Alfa Romeo |              |                |          |          |
| NK           | 19 | John Miles           | Lotus-Ford         |              |                |          |          |
| NK           | 14 | Jo Siffert           | March-Ford         |              |                |          |          |
| NK           | 21 | George Eaton         | BRM                |              |                |          |          |
| NK           | 23 | Alex Soler-Roig      | Lotus-Ford         |              |                |          |          |

## Statisztikák
Vezető helyen:
- Jackie Stewart: 90 (1-90)

Jackie Stewart 12. győzelme, Jack Brabham 13. pole-pozíciója, 10. leggyorsabb köre.
- March 1. győzelme.